# Агітбригада
Агітаційна бригада (агітбрига́да, агітаційно-художня бригада, культбригада, агіткультбригада) — невеликий професійний або самодіяльний художній колектив, який за часів Радянського Союзу використовувався для політичної агітації та пропаганди. Формувалися при культурно-просвітницьких і навчальних закладах, на заводах, фабриках та у сільськогосподарських підприємствах (колгоспах, радгоспах).
Спочатку, після Жовтневої революції 1917 року, агітбригади мали форму «усних газет» для виступів на фронтах громадянської війни перед червоноармійцями.
На початку 1920-х років сформувалися «живі газети» — найпоширеніший у той час різновид художньої агітації. Згодом створилися професійні та самодіяльні колективи «Синьої блузи» і агіттеатри. «Живі газети» та «Сині блузи» мали багато послідовників, зокрема у Росії, Білорусі, Грузії, Німеччині, Чехословаччині, Англії, Франції, США, Китаї та інших країнах.
У 1930-х роках в Українській РСР з'явилися власне агітбригади, театри малих форм («Темафори»), театри робітничої молоді (ТРОМи або «Теробмоли»).
У роки німецько-радянської війни агітбригади вирушали на фронт. Після віни, станом на 1957 рік, в Українській РСР при клубних закладах профспілок та Комітеті у справах культурно-освніх закладів УРСР працювало 7 тисяч агітбригад.
Починаючи з 1960-х років органи КПРС почали виробляти систему заходів щодо розвитку агітбригад — всесоюзні, республіканські, обласні, міські, районні фестивалі та огляди, теле- і радіоконкурси, обласні декади, марші-паради, обмінні гастролі, виїзди агітпоїздів та автоклубів, заключні концерти показових колективів тощо. 1967 року в Москві відбувся огляд кращих агітбригад.
За статистикою на 1 січня 1988 року в УРСР функціонувало 19 107 агітбригад. У 1990-ті роки агітбригади перебудували свою роботу. У їх сценарії об'єднувався документальний («факти життя») та художній («факти мистецтва») матеріал, що розкривав драматичні ситуації на місцеві теми. Постановники агітбригад мали справу зі специфічною драматургією (монтаж, композиція, драматургічна обробка, сценарій, п'єса).
Репертуар для агітбриад створювали журналісти, інженери, агрономи, робітники, службовці, вчителі, культпрацівники, професійні артисти і режисери.
Основною формою виступів агітбригад були концертно-естрадна програма, агітвистава. Застосовувалися різні публіцистичні жанри — репортаж, інтерв'ю, нарис, фейлетон, хроніка місцевих подій; спортивно-ігрові форми — конкурс, дискотека, лотерея, вікторина, телезмагання; фольклорні форми — свята, обряди, ритуали, звичаї, казки, балаган тощо. До програм агітбригад входили танцювальні номери; музичний супровід — популярні мелодії або створені місцевими аматорами. Художнє оформлення виступів включало декорації, костюми, маски, ляльки, грим, освітлення, технічні допоміжні засоби (кіно- та діафільми, діапозитиви, слайди), наочну агітацію тощо. Був впроваджуваний принципи театралізації, що передбачав створення єдиної наскрізної дії, якій підпорядковувалися б усі компоненти програми і яка давала б змогу ширше використовувати елементи гри.
Поряд із тимчасовими агітбригадами для проведення політичних і господарських кампаній формувалися постійно діючі. В агітбригадах починали свій творчий шлях або у різні часи працювали Володимир Скляренко, Василь Високов, Володимир Оглоблін, Юрій Тимошенко, Юхим Березін, Євгенія Опалова, Юрій Шумський, І. Меншиков, Г. Янов, А. Рожинський, Микола Мальцев, Тетяна Ігнашкіна, Василь Гриб.
Кращим колективам колегія Міністерства культури УРСР та президія Укрпрофради присвоювали назву «самодіяльна народна агітбригада». Серед відомих агітбригад:
- «Факел» Щербанівського будинку культури Миколаївської області (створена у 1971 році; Республіканська премія ЛКСМУ імені Миколи Островського за 1980 рік);
- «Різець» Рутченківського рудоремонтногозаводу Донецька (створена у 1957 році; Республіканська премія ЛКСМУ імені Миколи Островського за 1984 рік);
- агітбригада клубу тресту «Київміськбуд-4».

Агітбригади функціонували у багатьох формах, видозмінюючись разом зі зміною суспільно-політичного життя.